# Oldbury kärnkraftverk
Oldbury kärnkraftverk är ett kärnkraftverk som ligger på södra stranden av floden Severn nära byn Oldbury-on-Severn i södra Gloucestershire i England.
Kärnkraftverket öppnade 1967 och har två Magnox-reaktorer som producerar totalt 434 MWe (elektrisk effekt). Kärnkraftverket planerades stänga i december 2008, men stängningen har skjutits upp.
Den sista reaktorn stängdes slutligen den 29 februari 2012.

## Reaktorer
| Reaktor | Typ    | Nettokapacitet | Byggstart  | Nätsynkronisering | Kommersiell drift inleddes | Stängd           |
| ------- | ------ | -------------- | ---------- | ----------------- | -------------------------- | ---------------- |
| O1      | Magnox | 217 MWe        | 1 maj 1962 | 7 november 1967   | 31 december 1967           | 29 februari 2012 |
| O2      | Magnox | 217 MWe        | 1 maj 1962 | 6 april 1968      | 30 september 1968          | 30 juni 2011     |